# Comparettia markgrafii
Comparettia markgrafii är en orkidéart som först beskrevs av Hans Christian Friedrich, och fick sitt nu gällande namn av Mark W. Chase och Norris Hagan Williams. Comparettia markgrafii ingår i släktet Comparettia, och familjen orkidéer.
Artens utbredningsområde är Peru. Inga underarter finns listade i Catalogue of Life.